# أوتو ليمان
أوتو ليمان (بالألمانية: Otto Lehmann) (و. 1855 – 1922 م) هو فيزيائي، وأستاذ جامعي ألماني، ولد في كونستانس، وكان عضوًا في أكاديمية هايدلبرغ للعلوم والعلوم الإنسانية (منذ 1909)، والأكاديمية الألمانية للعلوم ليوبولدينا، توفي في كارلسروه، عن عمر يناهز 67 عاماً.

## التعليم
تعلم في جامعة ستراسبورغ.

## روابط خارجية
- أوتو ليمان على موقع الموسوعة البريطانية (الإنجليزية)